# N.Y. Komachi
N.Y. Komachi (N. Y. 小町? lett. "La bella ragazza di New York") è un manga ad ambientazione storica, disegnato da Waki Yamato. È stato serializzato sulla rivista Shōjo Friend di Kōdansha dal 1985 al 1988 e poi raccolto in otto volumetti tankōbon e, in seguito, in un'edizione bunkoban di quattro volumi. L'edizione italiana è stata curata da GP Publishing e pubblicata dal 30 settembre 2010 al 24 settembre 2011.

## Trama
La vicenda prende l'avvio durante l'epoca Meiji, Shino Konohana è una ragazza sedicenne di ottima famiglia, essendo l'unica erede della famiglia per tutta la vita ha goduto di grande libertà e ha ricevuto un'istruzione, cosa rara per una ragazza, tuttavia la nascita di un fratellino in casa, figlio della nuova moglie del padre, la catapulta improvvisamente al secondo posto delle attenzioni di tutti, essendo quest'ultimo l'erede designato in quanto maschio.
A Shino viene chiesto di rinnegare tutte le sue libertà e l'educazione ricevuta, lasciare la scuola e le sue amicizie per diventare in brevissimo tempo una brava e docile sposa che il padre possa presto accasare con Masamune Saburo, ma questa decisione presa senza tenere in conto i suoi sentimenti sta stretta alla ragazza che decide di fuggire alla volta di New York, una città di cui ha sentito parlare da Daniel Irving, un misterioso straniero che le racconta dell'America facendo crescere in lei il desiderio di viverci e godere di tutte le possibilità che offre.
Shino si imbarca su un bastimento alla volta degli USA, ma scopre solo durante il viaggio di aver sbagliato nave e si trova invece diretta alla remota isola di Ezo, nel nord del Giappone, un luogo solitario e inospitale dove gli abitanti, con tenacia, stanno cercando di coltivare e far fruttare la terra per sopravvivere. Sulla nave Shino conosce il capitano Blackinstone, un esploratore che, riconoscendo il talento della ragazza con la matematica, l'assume come contabile e le promette di portarla con sé in America completata la sua missione.
Shino inizia quindi a prendere lezioni delle arti muliebri, non senza alcune difficoltà dovute alla propria testardaggine, e scopre che Irving e l'esploratore sono amici, motivo per il quale i due giovani si troveranno spesso fianco a fianco, permettendo la nascita di un sentimento tra loro, così quando Blackinstone decide di ripartire, Shino è titubante a seguirlo, volendo rimanere a fianco a Irving.
Irving però pensa prima di tutto alla reputazione della ragazza, quindi, nel tentativo di non farla passare per una osono, la donna di uno straniero, prima la rifiuta e poi si trasferisce a Sapporo; Shino lo segue mettendosi nei guai e perdendosi durante una bufera durante la quale proprio Irving la salva facendole credere che, invece, sia stato Saburo, il quale, per mettere a tacere i pettegolezzi su di lei, annuncia il loro matrimonio.
Contraria a questa decisione, Shino fugge nuovamente aggregandosi ad un gruppo di fotografi diretti negli USA e si imbarca per San Francisco, Irving tenta invano di ottenere la sua mano dal padre, fallendo, dopodiché si mette sulle sue tracce per fermarla, senza riuscirci.
In America Shino e gli amici si dirigono in treno vero New York facendo l'incontro con la scontrosa Nanette Austen, giornalista, che dichiara tutto il suo odio per i giapponesi e che non è altri che la ex di Daniel Irving, il quale riesce dopo molto a raggiungere l'amata e il gruppo.
Nonostante i due riescano infine a dichiararsi, il rapporto tra loro è ostacolato sia dai parenti di lui, contrari all'unione, che dall'opinione della gente che ritiene Irving un traditore per aver lasciato la fidanzata per una straniera: solo l'intervento di Saburo riuscirà a chiarire le cose e dopo alcune vicissitudini anche il padre di Daniel si rassegnerà all'unione, permettendo ai due giovani di tornare in Giappone.
Qui non mancano ulteriori difficoltà dovute alla mentalità chiusa e tradizionalista del Paese, inoltre il viceministro, che deve a Irving e Blackinstone molti soldi, trama per far espellere i due dal Paese senza dover saldare il proprio debito e solo l'intervento di Shino riuscirà infine a smascherare le macchinazioni del politico in modo da riammettere ufficialmente il marito in Giappone.